# منشأة دمو
قرية منشاة دمو هي إحدى القرى التابعة لمركز الفيوم في محافظة الفيوم في جمهورية مصر العربية. حسب إحصاءات سنة 2006، بلغ إجمالي السكان في منشاة دمو 5290 نسمة، منهم 2783 رجل و2507 امرأة.